# La Kinky Beat
La Kinky Beat est un groupe musical espagnol, originaire de Barcelone, en Catalogne. Formé en 2003, le groupe est né de la fusion des projets suivants : Trimelón, Jaleo Real, Radio Bemba, Afrodisian Band et Radar Bcn. 

## Histoire
Le groupe est né dans la banlieue de Barcelone en mai 2003 de la fusion de plusieurs projets. Après avoir enregistré de longues jam sessions dans un club de Badalone, ils décident de présenter leur musique sur scène. Pour ce faire, ils préparent une démo de 5 chansons enregistrées dans leur propre studio d'enregistrement. Cette démo inclut la participation d'Arecio Smith (claviers), David Bourguignon (chœurs), Anouk (chœurs), Melissa (chœurs), Petete (trombone), Kike Empercutío (tres), Chucky (piste bonus). Avec cette démo, ils remportent le premier concours de démos organisé par Radio Chango et Radio France internationale. Les titres inclus dans cette œuvre sont Maria Maria, P sin B (Pirata sin Barco), Tabaco y Ron, Oyoyo et My Lover.
Après le large retentissement de leur première démo. Le groupe passe une partie du printemps à préparer son premier album, qui sort le 13 septembre 2004 leur premier CD, intitulé Made in Barna, produit par Stéphane Carteaux et David Bourguignon, publié par Kasba Music et distribué par K Industria. La conception est de Joni Ferzeta, qui avait déjà collaboré avec Trimelón. Le producteur lui-même, David Bourguinon (guitare), Arecio Smith (claviers, actuellement en concert avec le groupe) ou Petete (trombone), et quelques compagnons de route comme Yacine (Cheb Balowski), Gambeat (Radio Bemba) ou Muchachito (Trimelón) collaborent à l'album. L'album évolue entre le rocksteady, le reggae, le punk et le côté le plus sauvage du mestizaje. Cet album reçoit constamment de bonnes critiques de la part des médias et ils le présentent en concert dans toute l'Espagne et sur le continent. Parmi les nombreux concerts et festivals auxquels ils ont participé, il convient de souligner leur prestation lors de l'édition du deuxième festival Viña Rock devant 15 000 personnes.
En 2007, ils poursuivent les représentations avec la tournée appelée One More No Sponsors Tour, qui commence au Logroño Actual Festival et continue à travers Madrid, Brésil (Recife, Porto Musical Festival), Berlin, [La tournée mexicaine avec une représentation sur la Plaza del Zócalo à Mexico, incluse dans le Festival Actual de Logroño, Logroño, Madrid, Brésil (Recife, Festival Porto Musical), Berlin, Bruxelles et Stockholm parmi d'autres villes européennes.
En 2008, ils enregistrent leur troisième album intitulé Karate Beat. Le CD est enregistré dans la salle de répétition du groupe et aus Sierra Wave Studios. L'album est mixé analogiquement par Dive Dibosso et comporte des collaborations avec les artistes Eddy Drammeh (7 Notas 7 Colores) et Brujo (Bad Sound System). L'album, sorti le 17 mars, contient 13 chansons avec une tendance plus électronique que dans leurs albums précédents et des expérimentations avec des rythmes de breakbeat, continuant avec de la drum and bass, de la jungle, du reggae et beaucoup d'énergie punk rock qui est déjà caractéristique de ce groupe.
En 2011, La Kinky Beat sort son quatrième album studio, Massive Underground, en réalisant une nouvelle transformation qui fusionne son langage original, comme la drum and bass et le reggae, avec le filtre dub de Chalart 58, et présente, en plus du line-up habituel de la tournée générale, un format spécial, plus petit, afin de pouvoir réaliser des sessions de dub.

## Discographie
- 2004 : La Kinky Beat (démo auto-produite)
- 2004 : Made in Barna (Kasba Music)
- 2005 : RMX Made in Barna (Kasba Music)
- 2006 : One More Time (Kasba Music)
- 2006 : 04-06 (Kasba Music, Grabaxiones Alicia)
- 2008 : Karate Beat (Kasba Music)
- 2011 : Massive Underground (New Beats/Kasba Music)

### Collaborations
- 2005 : RadioChango Añejo Reserva vol.I : No es lo mismo (intro)
- 2005 : Barcelona Raval Sessions 2 : Tabaco y Ron
- 2007 : Mundo Mestizo 2 : Rebel Smile
- 2007 : Chalart58 : Recording
- 2007 : Fufü-Ai : For Ever (Kasba Music)
- 2007 : EsperanSaharaui : Steel Irun (avec Bad Sound System)
- 2007 : Fermin Muguruza : Milakabilaka
- 2007 : Muévete Bien - Sabor Mestizo (Fight)
- 2008 : Visca la Vida (10 anys Hace Color) : Minimal
- 2008 : RadioChango Añejo Reserva 7 Años : Citizens